# 朴永鍾
朴 永鍾（パク・ヨンジョン、朝鮮語: 박영종、1917年2月19日 - 1959年4月28日）は、大韓民国のジャーナリスト、政治家。第3代韓国国会議員。キリスト教徒。

## 経歴
日本統治時代の全羅南道光州郡出身。早稲田大学政治学部政治科卒。民族陣営の運動を行った後、光州青年団を組織した。解放後は独立促成中央協議会全南支部組織者、外務部書記官、ソウル新聞記者、湖南新聞編集局長、大韓青年団全羅南道団副団長を歴任した。1954年の第3代総選挙では自由党の候補として潭陽郡選挙区から当選し、国会内務委員・予決委員を務めたが、与党内のよくない所を糾弾したため、自由党から除名され民主党に入党した。その後は民主党からも除名されたため、金俊淵と統一党を結成して幹部を務めた。
1959年4月28日に肝炎により死去。享年43。

## 活動
第3代国会議員の4年の任期中に450回の発言をしたという国会最多発言の記録を持つ。また、協商選挙法に反対するため、1957年12月31日の夜11時から5時間かけて発言をしたという記録も持つ。